# Meige-Syndrom
Das auch als Idiopathische orofaziale Dyskinesie, Blepharospasmus-oromandibuläre Dystonie oder Brueghel-Syndrom bezeichnete Meige-Syndrom ist eine seltene neurologische Erkrankung. Benannt wurde es nach dem französischen Neurologen und Kunsthistoriker Henry Meige (1866–1940), einem Schüler von Jean-Martin Charcot, der das Krankheitsbild 1910 ausführlich beschrieb. Die Bezeichnung als Brueghel-Syndrom bezieht sich auf das Gemälde Der Gähner, das dem flämischen Maler Pieter Brueghel dem Älteren zugeschrieben wird.
Abzugrenzen hiervon ist das Nonne-Milroy-Meige-Syndrom bzw. die Meige-Krankheit, eine sehr seltene angeborene Form eines Lymphödems.

## Symptome
Die zu den Dystonien gezählte Erkrankung äußert sich in symmetrischen krampfhaften, unkontrollierbaren Kontraktionen der Gesichts-, Kiefer- und Schlundmuskulatur, wodurch es zu unwillkürlichen Bewegungen wie Kieferöffnung, Hervorstrecken der Zunge, Zurückziehen der Lippen und einem Blepharospasmus, also krampfartigen Augenschluss kommen kann. Betroffen sind überwiegend Frauen im siebten Lebensjahrzehnt.

## Therapie
Ein Therapieversuch kann mit Benzodiazepinen, Baclofen, Anticholinergika oder Botulinumtoxin unternommen werden. Der Blepharospasmus stellt eine der häufigsten Indikationen für den Einsatz von Botulinumtoxin dar, eine gute Besserung kann in mehr als 90 % der behandelten Fälle erreicht werden.

## Quelle
- K. Poeck, W. Hacke: Neurologie. 1998, Springer-Verlag Berlin, ISBN 3-540-63028-7.
- Seite der Universität Jena